# Robert Fitzgerald
Robert Emmett „Bobby“ Fitzgerald (3. října 1923 Minneapolis, Minnesota – 22. dubna 2005) byl americký rychlobruslař.
Na Zimních olympijských hrách 1948 dosáhl svého největšího úspěchu, když získal stříbrnou medaili v závodě na 500 m, kromě toho se umístil na 28. místě na trati 1500 m. O několik týdnů později startoval také na Mistrovství Evropy, které dokončil na 22. příčce. Zúčastnil se také zimní olympiády 1952, kde dobruslil v závodě na 500 m jako patnáctý.